# Vorstenbosch
Vorstenbosch is een dorp in de Nederlandse provincie Noord-Brabant, gelegen in de Meierij van 's-Hertogenbosch. Vorstenbosch behoort tot de gemeente Bernheze. Tot de gemeentelijke herindeling in 1994 vormde het samen met Nistelrode de gemeente Nistelrode.

## Geschiedenis
De oudste tekenen van mensenleven dateren van ca 1200-1800 voor christus. In 1958 werd bij de aanleg van de Schoolstraat een urn van de zogenaamde hilversumcultuur opgegraven. Bewoningsresten uit die periode zijn niet gevonden.
In de 14e eeuw bezat Vorstenbosch een kapel die was toegewijd aan Sint-Antonius Abt en die ondergeschikt was aan de Sint-Lambertusparochie van Nistelrode. In 1648 werd deze kapel gesloten en kerkten de inwoners voortaan in de grenskerk te Bedaf. In 1847 begon de bouw van een aan Sint-Lambertus gewijde kerk die op 4 september 1849 werd ingewijd. Een beeld van de Heilige Cunera werd vanuit Bedaf naar de kerk van Vorstenbosch overgeplaatst en in 1892 kwam er ook een reliek van deze heilige en werd een jaarlijkse processie in juni gehouden. Deze heilige werd en wordt in Vorstenbosch vooral aangeroepen tegen veeziekten.
In 1850 werd Vorstenbosch een zelfstandige parochie met Walterus van Krieken als eerste pastoor. De kerk werd te klein waarop in 1932 met de bouw van de nieuwe kerk werd begonnen, die ook tegenwoordig nog bestaat. Ook kwam er in 1937 een klooster van de Zusters van Barmhartigheid. Deze zusters gaven aanvankelijk alleen meisjesonderricht. De kapel van het klooster was, na het vertrek van de zusters, nog in gebruik door de parochie tot eind 2007. Per 2011 is de kapel een cultureel centrum waarin voorstellingen en cursussen worden georganiseerd. Het naburige klooster kreeg al in 1985 een woonbestemming.

## Bezienswaardigheden
- De Sint-Lambertuskerk: kerk uit 1932-1933, ontworpen door H.C. van de Leur in expressionistische Dom Bellot-stijl. Deze was de opvolger van de oorspronkelijke, in 1850 ingewijde parochiekerk.
- In het kerkgebouw staat in de apsis het imponerende drieluik " St. Antonius Abt en zijn bekoringen" (1989) geschilderd door de Bossche kunstenaar Hendrik de Laat. Deze Lambertuskerk maakt onderdeel uit van de Lambertuslijn, een leylijn van Nederwetten tot Haren.
- Sint-Lambertusmonument, (zie fotogalerij) naast de kerk.
- Windmolen de Windlust, gebouwd in 1860.
- Bronzen beeldje: D'n Vorstenbossche Mulder, nabij de windmolen.
- Oude lindeboom, mogelijk in de 17e eeuw aangeplant.
- Enkele langgevelboerderijen.

## Natuur en landschap
- Bedafse Bergen, een stuifzandgebied.
- Leijgraaf, vanaf de middeleeuwen gekanaliseerde van oorsprong meanderende Laaglandbeek

## Bekende inwoners
- Rick Terwindt, stadsdichter Meierijstad
- Giel de Winter

## Fotogalerij

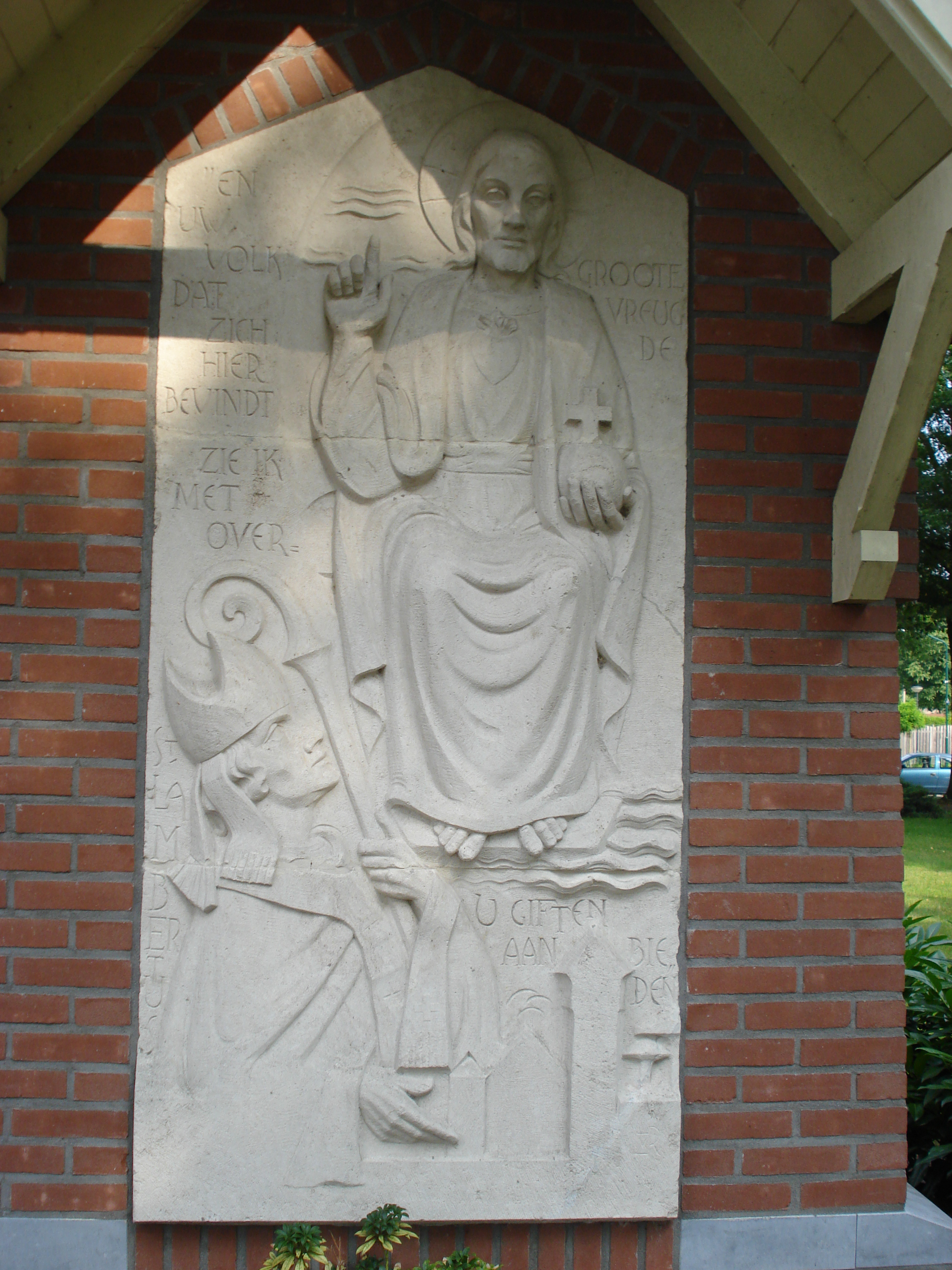
Reliefbeeld Heilige Lambertus in aanbidding voor het H. Hart, een reliëf van Herman van Remmen ca 1935
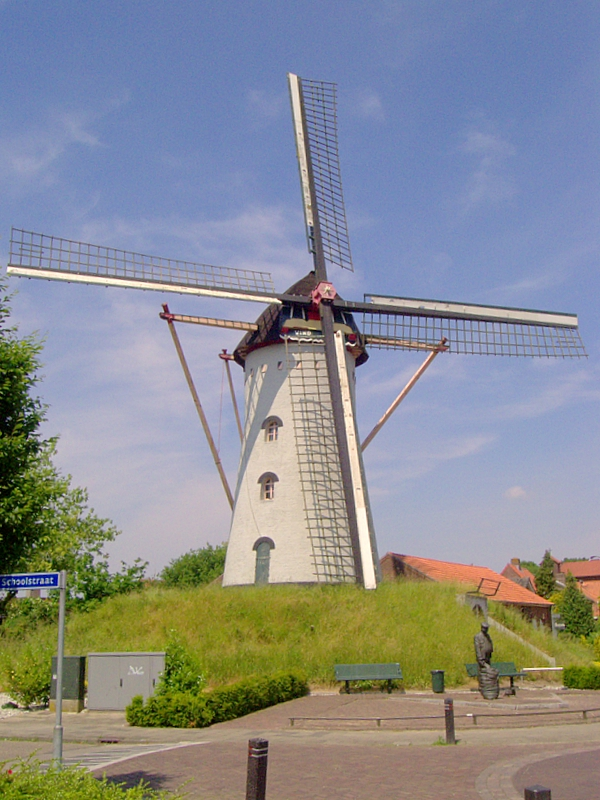
Molen Windlust
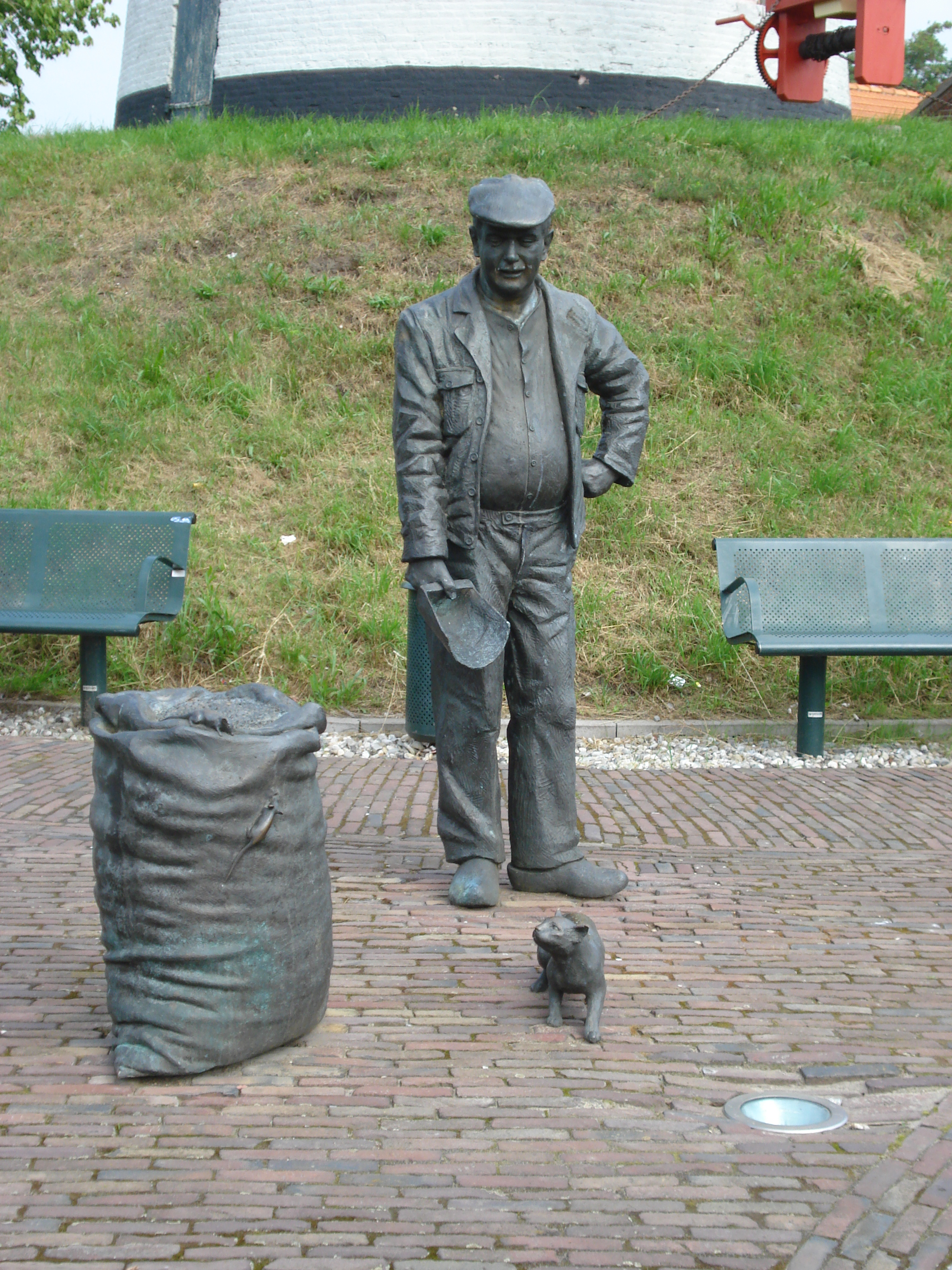
Sculptuur van molenaar voor de molen, een beeldhouwwerk van Toon Grassens 1994.